# Kardchalami, Sindhnur
Kardchalami là một làng thuộc tehsil Sindhnur, huyện Raichur, bang Karnataka, Ấn Độ.